# Lamproxyna nitidula
Lamproxyna nitidula är en tvåvingeart som beskrevs av Friedrich Georg Hendel 1914. Lamproxyna nitidula ingår i släktet Lamproxyna och familjen borrflugor. Inga underarter finns listade i Catalogue of Life.